# Juliana Alves
Juliana Alves de Oliveira (Rio de Janeiro, 3 maggio 1982) è un'attrice brasiliana.

## Filmografia parziale
Telenovelas
- Chocolate com pimenta (2003)
- Mano a Mano (2005)
- Duas caras (2007)
- India – A Love Story (2009)
- Ti Ti Ti (2010)
- Cheias de Charme (2012)
- Babilônia (2015)
- Salve-se Quem Puder (2020)

Programmi TV
- Big Brother Brasil (2003)
- Dança dos Famosos (2023)

Film
- Sul filo del rasoio (2022)